# Porsche 904
Porsche 904 – samochód wyścigowy firmy Porsche wytwarzany w latach 1963-1965. Znane odmiany tego modelu to: Carrera GTS Coupe (1963) oraz Porsche 904/8 Carrera Coupe (1964).